# Oualogtenga-Peulh
Oualogtenga-Peulh est une localité située dans le département de Boussouma de la province du Sanmatenga dans la région Centre-Nord au Burkina Faso.

## Éducation et santé
Le centre de soins le plus proche de Oualogtenga-Peulh est le centre médical avec antenne chirurgicale (CMA) de Boussouma tandis que le centre hospitalier régional (CHR) se trouve à Kaya.
Oualogtenga-Peulh accueille une école primaire publique.